# Scaphiophis raffreyi
Espèce
Synonymes
- Scaphiophis calciatti Scortecci, 1928

Scaphiophis raffreyi  est une espèce de serpents de la famille des Colubridae.

## Répartition
Cette espèce se rencontre entre 500 et 2 500 m d'altitude au Soudan du Sud, au Soudan, en Ouganda, en Érythrée et en Éthiopie. Sa présence est incertaine dans le nord-ouest du Kenya.

## Publication originale
- Bocourt, 1875 : Sur une nouvelle espèce d'Ophidien. Annales des sciences naturelles. Zoologie et biologie animale, ser. 6, vol. 2, n. 3, p. 1 (texte intégral).